# Natalia Kropska
Natalia Kropska (ur. 6 maja 2000 w Piekarach Śląskich) – polska judoczka, reprezentantka Polski, zawodniczka klubu GKS Czarni Bytom, medalistka turniejów rangi Grand Slam oraz Mistrzostw Europy w kategoriach młodzieżowych.

## Kariera sportowa
Przygodę z judo rozpoczęła w wieku pięciu lat w klubie GKS Czarni Bytom, pod okiem trenera Piotra Wichera, a w karierze seniorskiej współpracuje m.in. z Pawłem Zagrodnikiem i Piotrem Sadowskim.
W latach młodzieżowych zdobywała medale na arenie międzynarodowej, m.in.:
- srebrny medal Mistrzostw Świata Kadetek (2017)[1],
- brązowy medal Mistrzostw Europy Kadetek (2017)[2],
- brązowy medal  Olimpijskiego Europejskiego Festiwalu Młodzieży (EYOF) (2017)[3],
- brązowy medal Mistrzostw Europy U23 (2020)[4].

W kategorii seniorek osiągnęła m.in.:
- srebrny medal European Open w Gyor (2024)[5],
- srebrny medal Pucharu Świata w Rzymie (2024)[6],
- brązowy medal Grand Slam w Baku(inne języki) (2025)[7],
- 5. miejsce na Grand Slam Qazaqstan Barysy w Astanie (2025)[8].

## Życie prywatne
Pochodzi z Radzionkowa, mieszka w Bytomiu. Jest absolwentką Szkoły Mistrzostwa Sportowego i studiuje na Akademii Wychowania Fizycznego im. Jerzego Kukuczki w Katowicach.